# Taurus Group
Taurus Group es una empresa española fabricante de pequeños electrodomésticos situada en Oliana (en el Alto Urgel).
Fue fundada en un garaje por  Francisco Betriu de Cal Casas y Jorge Escaler en 1962 en Oliana. La empresa tenía en aquellos momentos 25 trabajadores y fabricaba molinos de café y secadores de pelo. La creación de Taurus, en 1962, representó para Oliana un crecimiento sostenido, tanto en población (llegándose a duplicar y cerca de los 2.500 habitantes) como en bienestar social y económico.
En 1969 pasaron a ser 600 en tres fábricas en Orgañá (en el Alto Urgel), Oliana y Solsona (en el Solsonés). En 1982 Taurus contaba ya con 1.000 trabajadores y exportaba a 48 países.
En 1993, en un periodo convulso, la empresa fue comprada por la Generalidad de Cataluña. La empresa fue privatizada en 1997, cuando los empresarios Ramon Térmens y Jorge Tornini adquieren el 52% con el compromiso de quedársela toda. La empresa continuó creciendo y se internacionalizó. En 2012 se celebró el cincuentenario y recibió el  Premio Pompeu Fabra por el uso del catalán en el ámbito socioeconómico. En 2014 estaba presente en ochenta países y tenía siete centros de producción en todo el mundo, en China, India, Sudáfrica, México y Brasil.
En 2022 Taurus Grup adquirió Tag Automotive (antigua Nifco) por 11 millones de euros, tras la desinversión anunciada en 2021. La operación, apoyada por un préstamo público, permitió salvar empleos, aumentar la facturación y diversificar la producción más allá del sector automotriz, en el marco de la reindustrialización 4.0 y la transición hacia la electrificación.

## Marcas
- Alpatec[4]
- Casals
- Coffeemotion
- FAR (Marca blanca de Conforama)
- Inalsa (India)
- Lavakan
- Mellerware, Lucky (Sudáfrica)
- Minimoka
- Monix
- Mycook[5][6]
- Práctika (Perú)
- Solac[7]
- Taurus
- Taurus Professional
- Túrmix
- White&Brown (Francia)
- Winsor